# فلاديمير بوبوف
فلاديمير بوبوف (بالروسية: Владимир Попов)‏ (14 أكتوبر 1978 بموسكو في روسيا - ) هو لاعب كرة قدم روسي في مركز الدفاع. لعب مع نادي ساتورن رامنسكوي ونادي شاختار قراغندي وFC Chertanovo Moscow ‏ وFC Oka Stupino ‏ وFC Titan Klin ‏ ونادي ينيسي كراسنويارسك ‏ وساتورن-2 لمنطقة موسكو ‏.

## وصلات خارجية
- فلاديمير بوبوف على موقع قاعدة بيانات كرة القدم.إي يو (الإنجليزية)